# アメッド・ムフター・ルフマ・ナイリ
アメッド・ムフター・ルフマ・ナイリ（アラビア語: أحمد مفتاح روهوما نايلي、英語: Ahmed Muftah Ruhuma Naili、1967年 - ）は、リビアの外交官。ジュネーブ生まれ。金沢大学法学修士、明治大学商学博士。外務大臣付参事官や外務大臣室代理室長を経て、2017年7月26日から2021年7月20日にかけて駐日全権公使兼臨時代理大使を務めた。

## 経歴
2002年、金沢大学で修士（法学）を取得。
2005年3月26日、明治大学で博士（商学）を取得。博士課程修了後、2005年の愛知万博でリビア館長を務めた。
2005年より明治大学軍縮平和研究所客員研究員、2006年より筑波大学北アフリカ地中海研究センター客員協力研究員。
リビア帰国後、2015年から2016年にかけて外務大臣付参事官、外務大臣室代理室長。2017年5月から2018年5月にかけて、化学兵器禁止機関秘密保全委員会副委員長。
2017年7月26日より、駐日全権公使兼臨時代理大使。同年10月27日、母校の金沢大学を訪問して山崎光悦学長と懇談。
2019年8月9日、長崎で開催された平和祈念式典に参列し、原爆投下による長崎と広島の犠牲者に思いを馳せて冥福を祈った。同年10月22日、皇居正殿松の間で今上天皇の即位礼正殿の儀が執り行われ、ナイリ臨時代理大使がリビア代表として参列した。
2021年7月20日、駐日全権公使兼臨時代理大使を離任。

## 論文
- 日本の対アラブ外交を規定する政治的・経済的要因分析[11]（2005年3月26日、明治大学の博士論文）[2]

## 寄稿
- 塩尻和子編『リビアを知るための60章【第2版】』（2020年3月、明石書店） ISBN 9784750349732[3]